# The Hurdy Gurdy Man
The Hurdy Gurdy Man es el sexto álbum del cantautor británico Donovan, grabado a finales de 1967 y publicado en octubre de 1968.
La mayoría de canciones que forman The Hurdy Gurdy Man fueron escritas durante la estancia de Donovan en la India. Se hace de notar mucho la influencia de este país en el sonido del disco, sobre todo en canciones como Peregrine, Tangier o The River Song (cuya letra es un mantra que demuestra el gran interés de Donovan por el budismo Zen). Aun así, y al igual que en sus anteriores discos, continúa habiendo pinceladas de sonidos ligados al jazz, sobre todo en las canciones Get Thy Bearings y As I Recall It.
De mismo modo que en los anteriores trabajos, sigue habiendo un claro distanciamiento entre el sonido del sencillo, The Hurdy Gurdy Man, y el resto de sonido del disco. The Hurdy Gurdy Man (la canción) es una de las más emblemáticas obras del autor, calificada por él mismo como una canción de "folk-metal". Aunque se afirma que la guitarra en el tema es de Jimmy Page y la batería de John Bonham, según declaraciones dadas por John Paul Jones, quien estuvo a cargo de las líneas de bajo eléctrico en el tema, la guitarra fue interpretada por Alan Parker y la batería por Clem Cattini.

## Lista de canciones
Todas las canciones escritas por Donovan:

### LP Original
Lado A:
1. Hurdy Gurdy Man - 3:17
2. Peregrine - 3:40
3. The Entertaining of a Shy Girl - 1:43
4. As I Recall It - 2:10
5. Get Thy Bearings - 2:51
6. Hi It's Been a Long Time - 2:36
7. West Indian Lady - 2:20

Lado B:
1. Jennifer Juniper - 2:43
2. The River Song - 2:20
3. Tangier - 4:14
4. A Sunny Day - 1:56
5. The Sun Is a Very Magic Fellow - 2:46
6. Teas - 2:32

La reedición en CD de este álbum, en 2006, introdujo estos bonus track:
1. Teen Angel
2. Poor Cow
3. Laleña
4. Aye My Love
5. What a Beautiful Creature You Are
6. Colours (Versión alternativa)
7. Catch The Wind (Versión alternativa)